# Werner Jaeger

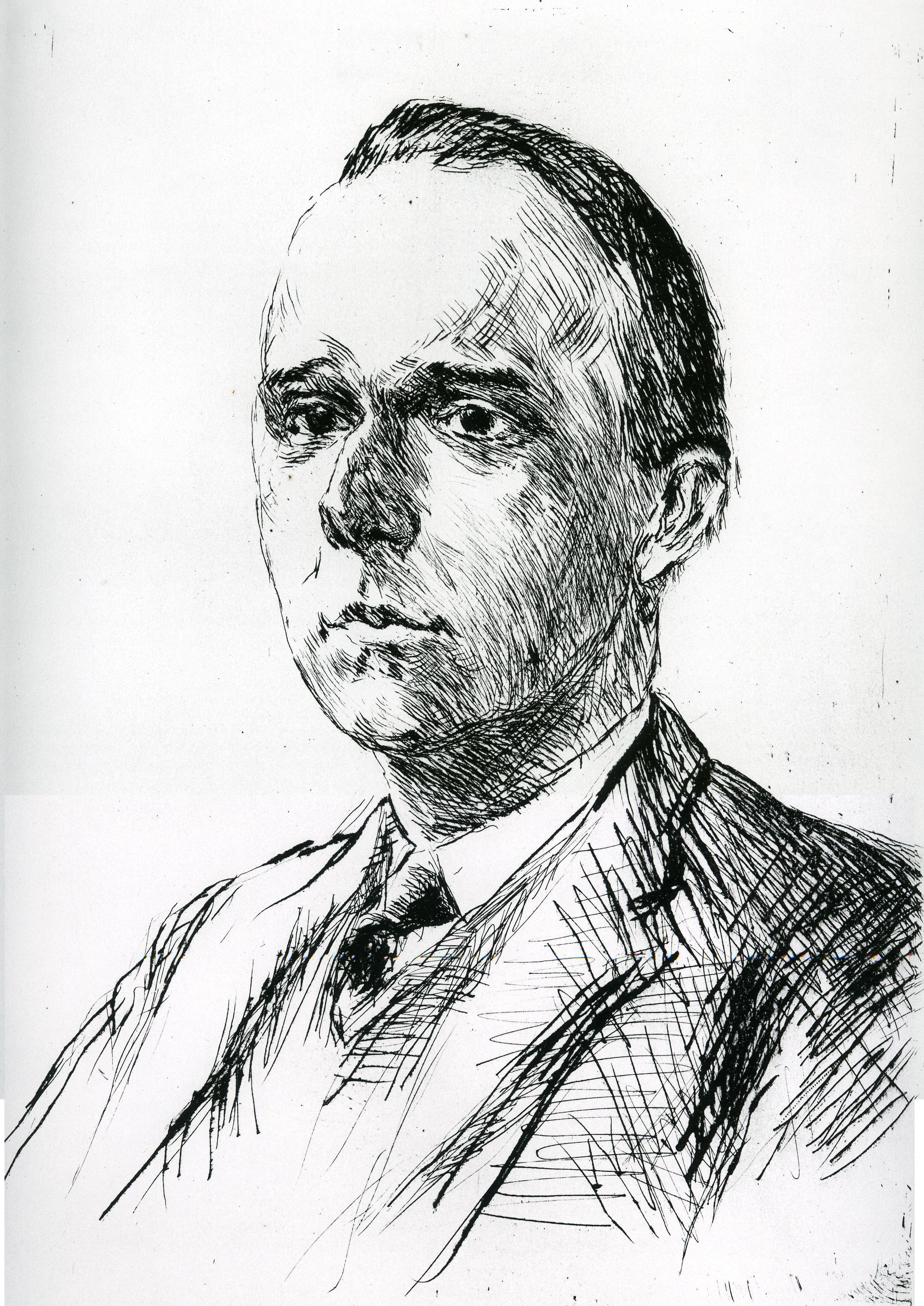
Werner Jaeger, Lithographie von Max Liebermann (1915)

Werner Wilhelm Jaeger (* 30. Juli 1888 in Lobberich; † 19. Oktober 1961 in Cambridge, Massachusetts) war ein deutscher Klassischer Philologe. Als einer der führenden Vertreter seines Fachs im 20. Jahrhundert hatte er traditionsreiche Lehrstühle in Basel, Kiel und Berlin inne. Viele seiner Werke wurden in fremde Sprachen übersetzt. Er gründete wissenschaftliche Zeitschriften und Vereinigungen, die teilweise heute noch bestehen.
Jaeger war der Hauptvertreter des Dritten Humanismus und emigrierte aufgrund seiner distanzierten Haltung zum Nationalsozialismus in die USA. Dort wurde er der erste Leiter des Institute for Classical Studies an der Harvard University. Für seine wissenschaftlichen Leistungen erhielt er zahlreiche Ehrungen. In seinem Hauptwerk Paideia (Paideia) idealisierte er den griechischen Bildungsgedanken als Fundament der abendländischen Kultur.

## Leben und Werk

### Herkunft und Ausbildung

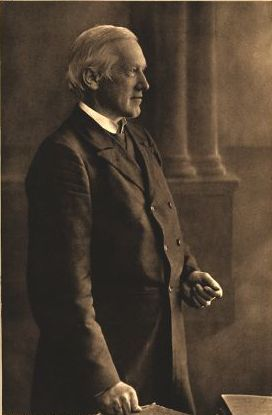
Ulrich von Wilamowitz-Moellendorff, der Mentor

Werner Jaeger war das einzige Kind Karl August Jaegers und seiner Frau Helene Birschel. Das Elternhaus war protestantisch geprägt. Sein Vater hatte vom Großvater August Jaeger eine kleine Druckerei übernommen, in der Visitenkarten, Briefbögen und dergleichen angefertigt wurden. Nach vier Jahren Volksschule besuchte Werner Jaeger die Katholische höhere Knabenschule in Lobberich. 1902 wechselte er an das Kempener Gymnasium Thomaeum. Ein Gesprächspartner, der für Jaegers Entwicklung bedeutend wurde, war in diesen Jugendjahren Louis Birschel, der belesene Großvater mütterlicherseits. Im Alter von sechzehn Jahren las Jaeger bereits Wilamowitz’ Griechisches Lesebuch sowie dessen Ausgabe von Euripides’ Herakles mit Einleitung und Kommentar. Rückblickend charakterisierte er seine Schulzeit:

„Ich suchte jedoch das Geistige stets in seinem Zusammenhang mit der Realität der griechischen Geschichte zu erkennen, darin wirkte das ursprüngliche existenzielle Motiv meines Lebens fort.“

1907, im Todesjahr Louis Birschels, bestand er das Abitur mit einem glänzenden Zeugnis. Noch im selben Jahr nahm er das Studium der Philosophie und Altphilologie in Marburg auf, wechselte aber bereits nach einem Semester nach Berlin. 1909 starb sein Vater. 1911 wurde er in Berlin unter der Anleitung von Hermann Diels mit einer Arbeit über Aristoteles promoviert. Nach mehr als 40 Jahren wurde in seiner Fakultät dafür erstmals das Prädikat summa cum laude vergeben. Jaeger stellte die Auffassung, dass die Metaphysik des Aristoteles eine einheitliche Abhandlung sei, in Frage. Sie sei vielmehr eine Sammlung von Vorträgen, die Aristoteles zu unterschiedlichen Zeiten gehalten habe und in denen sich die Entwicklung seines Denkens zeige. Jaeger hat damit die Erkenntnis durchgesetzt, dass die Brüche und Widersprüche in der Philosophie des Aristoteles ihr immanent sind und hermeneutisch nicht überwunden werden können.
Ulrich von Wilamowitz-Moellendorff wurde zu Jaegers Mentor. Er nahm regelmäßig an den ungezwungenen Abenden bei Wilamowitz teil, zu denen dieser begabte Studenten einlud. Zwischen ihnen entstand eine echte Freundschaft, von der auch der erhaltene Briefwechsel zwischen 1911 und 1928 zeugt. 1913 habilitierte sich Jaeger in Berlin mit einer Schrift über Nemesius von Emesa, nachdem er zuvor in Italien Handschriften studiert hatte. Während des folgenden Weltkriegs wurde Jaeger aus gesundheitlichen Gründen nicht einberufen und konnte sich, anders als viele Gleichaltrige, seiner gewohnten Tätigkeit widmen.

### Lehrtätigkeit und Forschung
Am 28. März 1914 heiratete Jaeger Theodora Dammholz, die aus einer reichen Familie stammte. Der 26-Jährige wurde 1914 nach Basel auf den Lehrstuhl berufen, den einst Friedrich Nietzsche innehatte. Schon im folgenden Jahr wurde Werner Jaeger als ordentlicher Professor zum Nachfolger Siegfried Sudhaus nach Kiel berufen. 1921 wurde er Nachfolger seines Mentors Wilamowitz-Moellendorff an der Friedrich-Wilhelms-Universität Berlin, wo er 16 Jahre lang lehrte. Er hatte nun den renommiertesten altphilologischen Lehrstuhl der Welt inne. Dort gehörte Wolfgang Schadewaldt zu seinen Schülern, der die charismatische Wirkung Jaegers beschrieb:

„Ungemein jugendlich stand er da unten an dem Katheder des großen, nach hinten aufsteigenden, überfüllten Raums, bescheiden und zugleich höchst souverän, mit weicher, wohllautender Stimme die abgewogenen Sätze seines Manuskriptes modulierend, den skeptisch-liebenswürdigen Blick über die Reihen der Zuhörer gleiten lassend, ein junger Wissender, ein junger Weiser – eine Erscheinung von schwer beschreiblicher geistiger Anmut, aus der jedoch die in sich zurückgenommene Kraft des festen Überzeugungsmuts und ein hinreißender, ganz unverzückter, ihn tief erfüllender Enthusiasmus sprach.“

Ab Oktober 1924 war Jaeger als Fachgutachter für die Gräzistik Mitglied der Notgemeinschaft der deutschen Wissenschaft, der Vorgängerin der heutigen Deutschen Forschungsgemeinschaft.:101 Ebenfalls 1924 wurde Jaeger in die Preußische Akademie der Wissenschaften gewählt. Während dieser Jahre entstanden zahlreiche Textausgaben, Abhandlungen und Monographien wie zum Beispiel Aristoteles. Grundlegung einer Geschichte seiner Entwicklung (1923, in die englische, spanische und französische Sprache übersetzt). Dieses Werk beherrschte die Deutung wie die historische Kritik des Aristoteles mehr als ein halbes Jahrhundert. Es folgten Platons Stellung im Aufbau der griechischen Bildung (1928) und sein Hauptwerk Paideia. Die Formung des griechischen Menschen (1934–1947, in die englische, spanische und italienische Sprache übersetzt). Die dreibändige Paideia zeichnet ein idealisierendes Bild der griechischen Geisteswelt von Homer über Platon bis Demosthenes. Werner Jaeger sah das Bemühen um die Antike stets in seinem Wert für die Meisterung der Gegenwart. Sein wissenschaftliches Lebenswerk zeichnet sich dadurch aus, dass der Gedanke nie losgelöst vom Handeln betrachtet wird, sondern immer auch in die Praxis hineinwirken soll. Er hatte außerdem einen starken Sinn für die durch alle geschichtlichen Veränderungen durchgehenden geistigen Kontinuitäten.

### Einsatz für humanistische Bildung

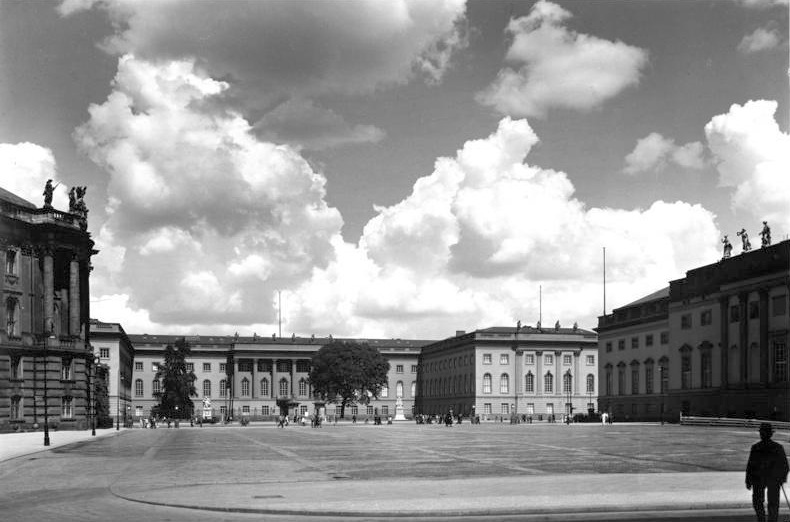
Die Berliner Universität

Werner Jaeger hatte die Novemberrevolution 1918/19 in Kiel als Augenzeuge miterlebt. In der Krisenstimmung nach dem verlorenen Ersten Weltkrieg sah er eine gewaltsame Erschütterung der Tradition. Er wandte sich gegen eine „rationalistische Entleerung und Abplattung des Lebens“, „Überhandnahme des Materialismus“, „Entfremdung von der Kultur“ und „Vernichtung der geistigen Individualität“. Zudem sah er durch Reformbestrebungen das humanistische Gymnasium mit seiner altsprachlichen Tradition bedroht und setzte sich für dessen Bewahrung ein. Jaeger gründete 1924 die Gesellschaft für antike Kultur und 1925 die Zeitschrift Die Antike (1924–1944), mit der die wissenschaftliche Erkenntnis der antiken Kultur für das Geistesleben der Gegenwart fruchtbar gemacht werden sollte. Er gab in direkter Nachfolge seines Vorgängers Wilamowitz die Reihe Neue Philologische Untersuchungen heraus (1926–1937). Gemeinsam mit Emil Kroymann gründete er 1925 in Berlin den Deutschen Altphilologenverband. Ebenfalls 1925 gründete er mit dem Gnomon eine Rezensionszeitschrift für die gesamte klassische Altertumswissenschaft, deren Schriftleitung sein Schüler Richard Harder übernahm. Jaeger und seine Mitstreiter hielten zahlreiche Vorträge in Universitäten und bei Versammlungen zur Unterstützung des humanistischen Gymnasiums. Mit seiner Familie lebte Jaeger zu dieser Zeit in dem Berliner Vorort Steglitz in der Kaiser-Wilhelm-Straße 11. Das großbürgerliche Haus, von Wilamowitz ironisch als Schloss bezeichnet, hatte hohe Räume und Mansardenzimmer im Obergeschoss. Es war von einem Garten mit Rosen und Bäumen umsäumt. Wie sein Mentor lud Jaeger Kollegen und Studenten nach Hause ein. Nach der Scheidung von seiner ersten Frau heiratete Jaeger am 29. Dezember 1931 Ruth Heinitz. Sie war Studentin und gebar bald darauf eine Tochter. Wilamowitz hatte die Scheidung noch auf dem Totenbett missbilligt. Ruths Vater Dr. Georg Heinitz war jüdischen Glaubens und als Gründungsdirektor langjähriger Heimleiter der Mosseschen Erziehungsanstalt für Knaben und Mädchen in Wilmersdorf, ihr Bruder war Ernst Heinitz.

### Nationalsozialismus und Emigration

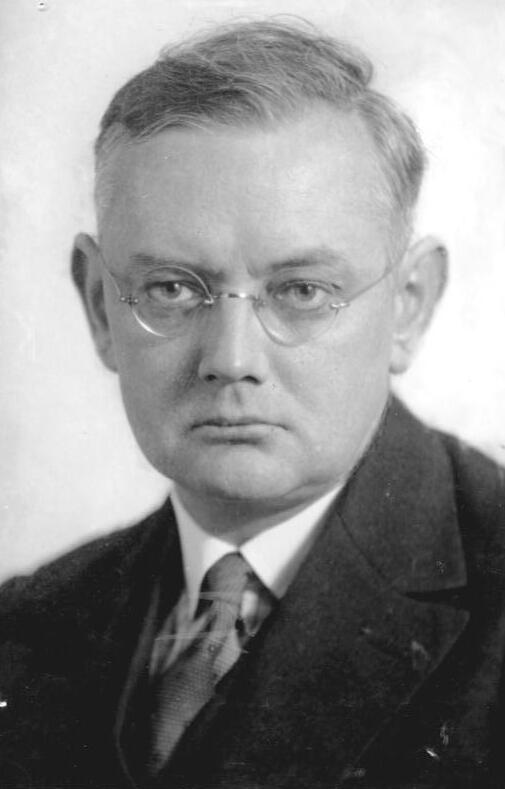
Ernst Krieck, Gegner und NS-Pädagoge

In der Zeit des Nationalsozialismus stand Jaeger diesem distanziert gegenüber, insgesamt war er eher unpolitisch eingestellt. Seine bildungspolitischen Ansichten trug er im Juli 1933 dem preußischen Kultusminister Bernhard Rust vor. Der Versuch, mit neuen Leitsätzen für den Altphilologen-Verband Einfluss auf die nationalsozialistische Bildungspolitik zu gewinnen, scheiterte. Es folgte eine heftige Kontroverse mit dem nationalsozialistischen Pädagogen Ernst Krieck. Jaeger galt den Nationalsozialisten als Vertreter eines intellektualistischen Modells, das ihnen zu gedanklich und zu wenig vital erschien und mit dem unterordnungswilligen und militarisierten Männlichkeitstypus nicht in Einklang zu bringen war. Jaeger wollte eine gefährdete zivilisatorische Tradition erhalten. Es zeichnete sich ab, dass der Dritte Humanismus in der Diktatur keine Zukunft hatte. 1934 las Jaeger als „Sather Professor“ an der Universität Kalifornien zu Berkeley. 1936 wurde er auf eigenen Wunsch aus dem preußischen Landesdienst entlassen. Das offizielle Dankesschreiben vom 12. November 1936 ist von Hitler und Göring unterzeichnet. Im selben Jahr wanderte er in die USA aus. Auch die jüdische Herkunft seiner zweiten Frau Ruth machte die Emigration der Eheleute Jaeger und seiner vier Kinder Otto, Heidi, Erhard und Therese nötig.

### Harvard
Werner Jaeger lehrte zunächst an der University of Chicago und ab 1939 an der Harvard University in Cambridge, Massachusetts, als erster Leiter des Institute for Classical Studies. Eigens für ihn wurde eine Professur ohne Institutsbindung und mit geringer Lehrverpflichtung sowie ohne Verwaltungsobliegenheiten eingerichtet. Das neu gegründete Institute for Classical Studies war der Erforschung der Patristik gewidmet. Dort organisierte er die Gesamtausgabe des Kirchenvaters Gregor von Nyssa mit einem Stab von Mitarbeitern. Dessen Gotteslehre betrachtete er als den Höhepunkt der Verschmelzung christlichen und platonischen Denkens. Jaeger redigierte die dreibändige englische Übersetzung der Paideia, brachte die kritische Oxford-Ausgabe von Aristoteles Metaphysika (1957) sowie zwei Bände seiner eigenen Scripta minora (1960) heraus und verfasste die Monographien The Theology of the Early Greek Philosophers (1948) sowie Early Christianity and Greek Paideia (1957). Starken Zulauf hatte seine Vorlesung über die Paideia, die Jaeger als Teil des General-Education-Programms in Harvard regelmäßig wiederholte. An der Wand seines Dienstzimmers in Harvard hingen Porträts des alten Wilamowitz und Adolf von Harnacks. Privat wohnte die Familie in einem großzügigen Haus mit parkähnlichem Garten in Watertown, einer Vorstadt Bostons. Jaeger lehrte über seine Emeritierung hinaus bis in sein 72. Lebensjahr und starb am 19. Oktober 1961 nach einem Sturz in seinem Wohnhaus. Sein Nachlass befindet sich in der Houghton Library der Harvard University. Zu seinen in Deutschland wirkenden Schülern zählten Richard Harder, Hans Joachim Mette, Wolfgang Schadewaldt und Viktor Pöschl. In Amerika beeinflusste Jaeger seinen jüngeren Harvarder Kollegen John Houston Finley Jr. und Gilbert Highet, der alle drei Bände der Paideia ins Englische übersetzte. Beide trugen zur Popularisierung der klassischen Studien in den Vereinigten Staaten bei. Ruth Jaeger starb am 18. Mai 1992 in Watertown, sie hatte den Degree of Master of Art in Teaching an der Harvard University erworben und fast 30 Jahre an der Milton Academie Girls School unterrichtet.

## Paideia und Dritter Humanismus

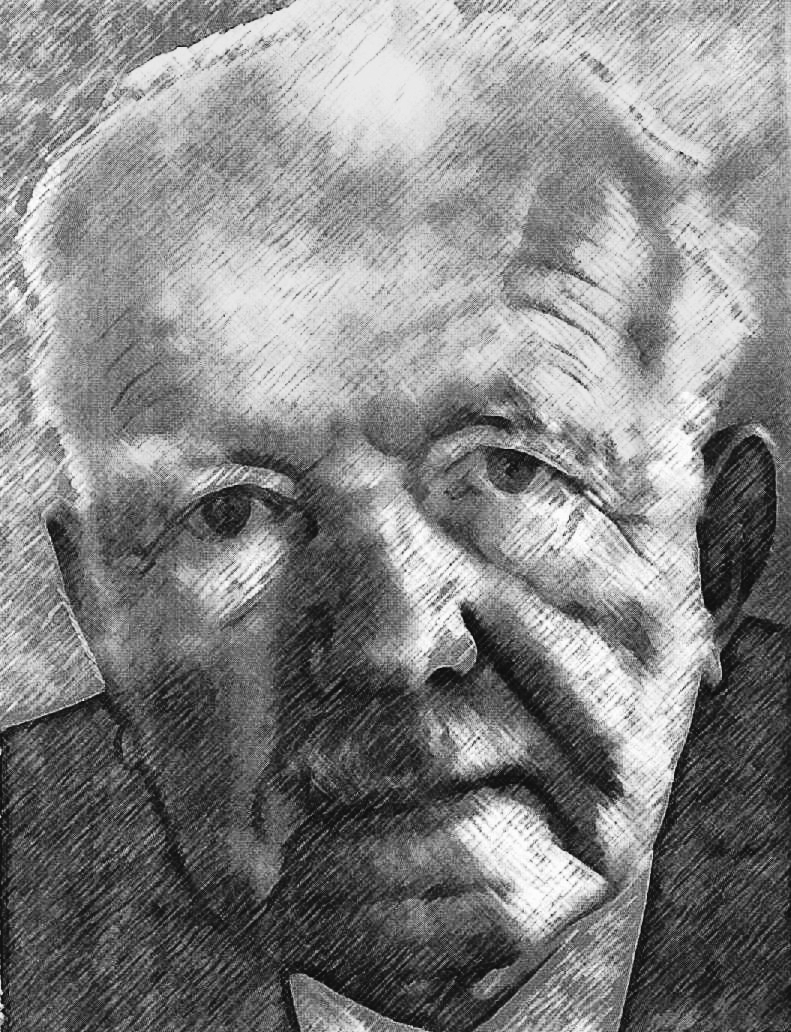
Eduard Spranger, der humanistische Freund

Die Bezeichnung Dritter Humanismus – nach dem Renaissance-Humanismus und dem Neuhumanismus – stammt von dem Berliner Philosophen Eduard Spranger. Mit ihm war Jaeger befreundet. Ab 1921 setzten sie sich gemeinsam für die alten Sprachen und eine Philosophie der Bildung ein. Jaeger besuchte Spranger noch nach dem Zweiten Weltkrieg in Tübingen und führte einen Briefwechsel mit ihm. Spranger unterstützte Jaegers Konzept der Paideia. Für Jaeger war der Begriff der Paideia gleichbedeutend mit der griechischen Bildung. Sie ist nicht ein bloßer Inbegriff abstrakter Ideen, sondern die griechische Geschichte selbst in der konkreten Wirklichkeit des erlebten Schicksals. Die Griechen haben die Dinge „organisch“ betrachtet. Sie haben das Einzelne als Teil eines Ganzen aufgefasst. Erst dadurch wurden sie zur Schöpfung des Begriffs „Natur“ fähig, mit dem sich das Interesse verband für die Gesetze, welche in den Dingen selbst wirken. Aus der Einsicht in die Gesetzmäßigkeiten des menschlichen Wesens entspringen die Normen für die persönliche Führung der Seele und für den Aufbau der Gemeinschaft. Das höchste Kunstwerk, das es zu bilden gilt, ist der Mensch. Über allem steht der Mensch als Idee. Der erzieherische Gehalt der Antike soll für die Gegenwart fruchtbar gemacht werden. Die Zukunft der Jugend soll durch Wahrheit, Bildung, Werte und eine Zentralperspektive – Jaeger spricht von einem „Totalbild“ – gewährleistet werden. Die Formung des Menschen ist unwiderruflich an die Gemeinschaft gebunden. Der Mensch soll zu seiner wahren Form erzogen werden, nämlich dem eigentlichen Menschsein als allgemeingültiges und verpflichtendes Bild der Gattung.

„Unser deutsches Wort Bildung bezeichnet das Wesen der Erziehung am anschaulichsten im griechischen, platonischen Sinne. Es enthält in sich die Beziehung auf das künstlerisch Formende, Plastische wie auf das dem Bildner innerlich vorschwebende normative Bild, die ‚Idea‘ oder den ‚Typos‘. Überall wo später dieser Gedanke in der Geschichte wieder auftaucht, ist er ein Erbe der Griechen […]“

Im Griechentum hat die Kultur schlechthin ihren Ursprung. Die Griechen haben ihre geistige Gesamtschöpfung als Erbe an die übrigen Völker des Altertums weitergegeben. Für Jaeger beginnt der Humanismus mit der Übernahme der griechischen Kultur im römischen Reich. Der griechische Bildungsgedanke ist dann im Christentum in eigenständiger Weise fortgesetzt worden, das der einzelnen Menschenseele einen unendlichen Wert beimisst. Konstitutiv für jede Erscheinungsform von Humanismus ist dabei die Struktur des Wiederaufnehmens. Die abendländische Geschichte wird zu einer Reihe von Erneuerungen der griechischen Bildungsidee. Die griechische Wertewelt wird als ein System sinnvoll wirkender, bildender Kräfte in die Geschichte Europas hinein entworfen. Jaegers Paideia ist eine Historisierung der humanen Wertewelt und eine Humanisierung der europäischen Historie. Diese generalisierende Sichtweise Jaegers auf die griechische Antike ist umstritten und wird als Idealisierung kritisiert:

„Von Platon aus fällt auch umgekehrt ein Schein auf das gesamte frühe Griechentum zurück; die griechische Kultur wird bis zu einem gewissen Grade platonisiert und damit im Sinne der Paideia humanisiert. Erst diese rückwirkende Platonisierung ermöglicht die – wissenschaftlich oft nicht ungefährliche – Verallgemeinerung des „griechischen Menschen“, den es nicht als Realität gegeben hat, sondern allein als Idee des Humanismus.“

## Ehrungen und Mitgliedschaften
- Mitglied des Preußischen Beirats für Bibliotheksangelegenheiten
- Mitglied der Preußischen Akademie der Wissenschaften
- Mitglied der Akademie gemeinnütziger Wissenschaften zu Erfurt (1934)
- Mitglied der Bayerischen Akademie der Wissenschaften
- Korrespondierendes Mitglied der Heidelberger Akademie der Wissenschaften
- Korrespondierendes Mitglied der British Academy (1927)
- Internationales Mitglied der Königlich Dänischen Akademie der Wissenschaften
- Internationales Mitglied der Königlich Schwedischen Akademie der Wissenschaften
- Ehrenmedaille der Notgemeinschaft der deutschen Wissenschaft (1929)
- Komturkreuz des Erlöser-Ordens (1929)
- 1940 wurde Jaeger in die American Academy of Arts and Sciences gewählt.[31]
- Wahl zum Mitglied der American Philosophical Society (1944)[32]
- Pour le Mérite für Wissenschaften und Künste (1955)
- Antonio-Feltrinelli-Preis (Philosophie) Accademia Nazionale dei Lincei (1955)
- Orden Georgs I. (1958)
- Ehrendoktorwürden der Universitäten Manchester (1926), Cambridge (1931), Harvard (1936), Kenyon College (1948), Thessaloniki (1952), Athen (1958), D. theol. Tübingen (1958), Swarthmore College (1961)[33]
- Mitglied der American Philological Association und deren Committee on Materials for Research
- 1958 wurden das Werner-Jaeger-Gymnasium und die Werner-Jaeger-Halle – beide in Nettetal-Lobberich, seinem Heimatort – nach ihm benannt.
- Seit 2014 wird in Nettetal-Lobberich regelmäßig ein Werner-Jaeger-Symposion veranstaltet, in dessen Rahmen der Werner-Jaeger-Preis verliehen wird.

## Schriften
- Emendationum Aristotelearum Specimen. Berlin 1911 (Dissertation).
- Studien zur Entstehungsgeschichte der Metaphysik des Aristoteles. Berlin 1912 (online).
- Nemesios von Emesa. Quellenforschungen zum Neuplatonismus und seinen Anfängen bei Poseidonios. Berlin 1914 (online).
- Aristoteles. Grundlegung einer Geschichte seiner Entwicklung. Berlin 1923 (online).
- Die Erziehung des politischen Menschen und die Antike. In: Volk im Werden. Band 1, Heft 3, 1933, S. 43–49.
- Paideia. Die Formung des griechischen Menschen. 3 Bände. Walter de Gruyter & Co., Berlin 1934–1947.
- Humanism and Theology. Marquette University Press, Milwaukee 1943.
- Humanistische Reden und Vorträge. Berlin 1937; 2. Auflage ebenda 1960.
- Diokles von Karystos. Berlin 1938.
- Demosthenes. Berlin 1939.
- Die Theologie der frühen griechischen Denker. Stuttgart 1953.
- Aristotelis Metaphysica. Kritische Ausgabe. Oxford 1957.
- Das frühe Christentum und die griechische Bildung. Berlin 1963.
- Scripta Minora. 2 Bände. Rom 1969.
- Humanismus und Theologie. Heidelberg 1960.
- mit anderen: Gregorii Nysseni Opera. Kritische Ausgabe. Leiden 1960 ff.
- Gregor von Nyssas Lehre vom Heiligen Geist. Leiden 1966.
- Five Essays. Montreal 1966 (mit Bibliographie).